# حديث موثق
الحديث الموثق، هو أحد أقسام الحديث عند الشيعة (الأصولية بشكل خاص)، ويُعرف بأنه الحديث الذي اشتمل في سنده على أحد الرواة الذين نص علماء الرجال الشيعة على توثيقه، مع فساد عقيدته وكونه مخالف للمذهب الشيعي الإمامي.

## حوله
- يُعرف العالم الشيعي الشيخ عبد الله المامقاني، الحديث الموثق بأنه: «هو - على ما ذكروه - ما اتصل سنده إلى المعصوم بمن نص الأصحاب على توثيقه مع فساد عقيدته بأن كان من أحد الفرق المخالفة للإمامة وأن كان من الشيعة مع تحقق ذلك في جميع رواة طريقه أو بعضهم مع كون الباقين من رجل الصحيح. والأحاديث الحجة هي ما اعتبر سندها وأخذ بها ولذا يعمل الفقهاء بها»،[2] ويعرفه العاملي صاحب المعالم بأنه: «هو ما دخل في طريقه من ليس بإمامي، ولكنه منصوص على توثقه بين الأصحاب».[3]
- يُشار إلى ذلك في كتب علم الرجال الشيعة، فيقال: فلان «ثقة إلاّ أنّه فطحيّ».[4]
- يُعرف الحديث الموثق أيضًا بـ «الحديث القوي»، ويُذكر أن هناك فرق بينهم، فيطلق الموثق على الحديث الذي وقع في سنده رجل غير إمامي، ومنصوص على وثاقته في كتب الرجال. و«يقتصر في إطلاق القوي على الحديث الذي يرويه الامامي الذي لم ينعت في كتب الرجال بمدح أو ذم».[5]
- اختص الشيعة الإمامية بهذا القسم من الحديث، فهم يقسمون الحديث إلى «صحيح، وموثق، وحسن، وضعيف».[6][7]
- يستنكر بعض الإخبارية هذا التقسيم، فيرون أن جميع الأحاديث في الكتب الأربعة صحيحة ويجب العمل بها حسب وجهة نظرهم.[6] وقد خصص الشيخ الشيعي مهدي الكجوري الشيرازي قسم خاص في كتابه «الفوائد الرجالية»، للرد على الإخبارية وإثبات الحاجة إلى علم الرجال.[8]

## كتب حوله
- ألف الدكتور حسين سامي كتاب باسم: «الحديث الموثق وأثره في التقريب بين المذاهب».
- كتب الدكتور مصطفى صالح مهدي كتاب باسم: «الحديث القوي والحديث الموثق».[9]